# Jan Galicz

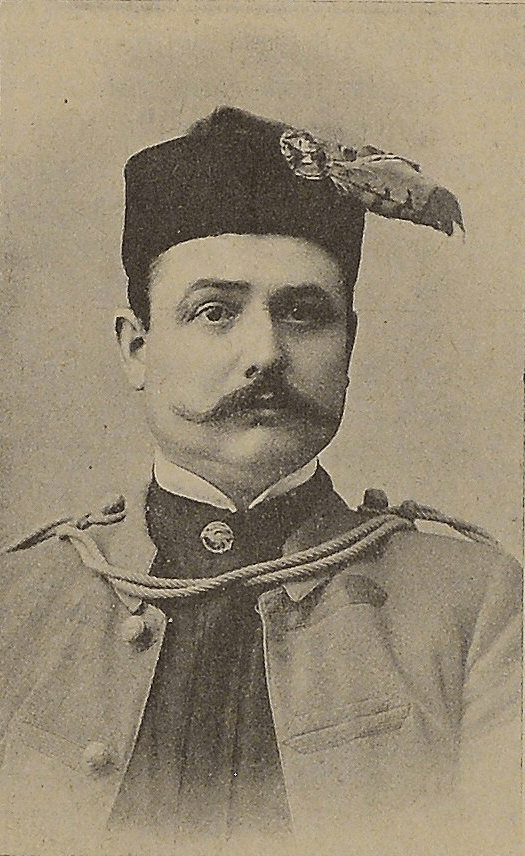
Jan Galicz w stroju Towarzystwa Gimnastycznego „Sokół” w Cieszynie.

Jan Galicz (ur. 28 stycznia 1874 r. w Leskowcu  – zm. 5 listopada 1939 r. w Cieszynie ) – nauczyciel, pedagog, działacz narodowy, społeczny i turystyczny, związany ze Śląskiem Cieszyńskim.

## Rodzina
Jego ojcem był Jan Galicz, spolonizowany Chorwat, który w poszukiwaniu pracy trafił do hut w Liskowcu, a następnie w Trzyńcu. Matką była Joanna z Uherków.

## Życiorys
Młodość spędził w Końskiej koło Trzyńca, wiosce o bogatych tradycjach polskich, gdzie w latach 1880–1885 uczęszczał do szkoły ludowej. Dzięki wielkiemu wysiłkowi niezamożnej rodziny kontynuował naukę w niemieckim gimnazjum klasycznym w Cieszynie, gdzie był sekretarzem, a później prezesem tajnej polskiej młodzieżowej organizacji “Jedność”. W 1896 r. zdał maturę, po czym – niezdecydowany – podejmował studia na różnych kierunkach: teologiczne w Ołomuńcu i Widnawie, a następnie germanistykę, filologię klasyczną, a także historię literatury i języka polskiego na Uniwersytecie Jagiellońskim w Krakowie. W okresie studenckim zaangażował się w działalność w Towarzystwie Gimnastycznym “Sokół” i w akademickim “Zniczu”. Po ukończeniu studiów w 1902 r. podjął pracę nauczyciela w Gimnazjum Polskim w Cieszynie, ucząc języka niemieckiego oraz łaciny i greki. W latach 1914–1916 służył w armii austriackiej. Od 1917 r., z przerwami na pracę w cieszyńskiej krajowej szkole realnej oraz w Wydziale Oświecenia Publicznego w Śląskim Urzędzie Wojewódzkim w Katowicach, aż do 1931 r. był dyrektorem Żeńskiego Seminarium Nauczycielskiego w Cieszynie. W międzyczasie w 1911 r. doktoryzował się na podstawie pracy pt. Anastasius Grüns politische Lyrik.
W Cieszynie Galicz, oprócz pracy zawodowej, podjął szeroko zakrojoną działalność społeczną. Kontynuował działalność w “Sokole”: w latach 1904–1912 był prezesem Towarzystwa Gimnastycznego „Sokół” w Cieszynie, a w latach 1919–1922 prezesem X Okręgu Sokolego Dzielnicy Śląskiej. Był również członkiem Związku Śląskich Katolików oraz Macierzy Szkolnej, w której latach 1921–1922 pełnił funkcję prezesa .
Galicz był zamiłowanym turystą i krajoznawcą, dlatego niewątpliwie znalazł się w 1910 r. wśród członków założycieli Polskiego Towarzystwa Turystycznego “Beskid” w Cieszynie i wszedł w skład pierwszego zarządu tej organizacji. W tym samym 1910 r. był wnioskodawcą przystąpienia do budowy pierwszego polskiego schroniska turystycznego na Stożku (wówczas niezrealizowanego), a w 1919 r. wszedł w skład komisji budowlanej, która doprowadziła w końcu do wzniesienia tego obiektu (istniejącego do dziś). W latach 1924–1934 był prezesem cieszyńskiego Oddziału PTT “Beskid Śląski”.
Po przymusowym przejściu na wcześniejszą emeryturę (do czego doszło z powodów politycznych: Galicz był narodowym demokratą i zdecydowanym przeciwnikiem sanacji) Galicz poświęcił się pracy publicystycznej. Jako zamiłowany pedagog wiele uwagi poświęcił dydaktyce. Wydał podręcznik “Historia powszechna” (1930), a jego repetytorium z historii dla uczniów szkół średnich (“Historia polska w najważniejszych datach i streszczeniach od czasów najdawniejszych do czasów najnowszych”) miało trzy wydania (1925, 1928, 1938). Napisał także szereg biografii (m.in. Józefa Bema i ks. Ignacego Świeżego) i kilka pozycji z dziedziny historii ruchu narodowego na Śląsku Cieszyńskim. Jego główne dzieło z tej dziedziny pt. “Z minionych lat” (1937) miało swe wydanie również w języku niemieckim w Berlinie.
Efektem zainteresowań turystyczno-krajoznawczych J. Galicza były napisane przez niego przewodniki: “Przewodnik po Beskidzie Śląskim od Baraniej Góry po Ostrawicę i Śląsku Cieszyńskim ze szczególnym uwzględnieniem miasta Cieszyna” (1931), “Przewodnik po Cieszynie i okolicy” (II wydanie: 1939, data I wydania nieustalona) i “Cieszyńskie kościoły parafialne na przestrzeni wieków (1939). Pod jego redakcją ukazało się w latach 1930–1936 siedem pierwszych (i jedynych) tomów “Rocznika Oddziału PTT »Beskid Śląski« w Cieszynie”. Sam również napisał kilkadziesiąt popularnych artykułów historycznych i krajoznawczych, opublikowanych w ww. “Rocznikach”, “Zaraniu Śląskim” i poczytnej “Gwiazdce Cieszyńskiej”. Przez wiele lat pisał również pamiętnik, który jednak zaginął w czasie II wojny światowej (luźne kartki znajdowały się później w zbiorach Ludwika Brożka).
Jan Galicz zmarł krótko po wybuchu II wojny światowej i zajęciu przez Niemców Śląska Cieszyńskiego. Pochowany został bez rozgłosu na cmentarzu komunalnym w Cieszynie. Aby upamiętnić zasługi J. Galicza dla turystyki, jego imieniem nazwano niebiesko znakowany szlak turystyczny z Ustronia przez dolinę Poniwca na Wielką Czantorię.